# Strombosiopsis
Strombosiopsis är ett släkte av tvåhjärtbladiga växter. Strombosiopsis ingår i familjen Strombosiaceae.
Kladogram enligt Catalogue of Life:
| Strombosiopsis | \| \| Strombosiopsis nana \| \| \| \| \| \| Strombosiopsis sereinii \| \| \| \| \| \| Strombosiopsis tetrandra \| \| \| \| |
|                | \| \| Strombosiopsis nana \| \| \| \| \| \| Strombosiopsis sereinii \| \| \| \| \| \| Strombosiopsis tetrandra \| \| \| \| |
|                | Diogoa |
|                | |
|                | Engomegoma |
|                | |
|                | Scorodocarpus |
|                | |
|                | Strombosia |
|                | |
|                | Tetrastylidium |
|                | |
|                | Strombosiopsis nana |
|                | |
|                | Strombosiopsis sereinii |
|                | |
|                | Strombosiopsis tetrandra                                                                                                   |
|                | |

|  | Strombosiopsis nana      |
|  |                          |
|  | Strombosiopsis sereinii  |
|  |                          |
|  | Strombosiopsis tetrandra |
|  |                          |